# Kontaktperson (Epidemiologie)
Eine Kontaktperson nach dem deutschen Infektionsschutzgesetz, ist eine Person die Kontakt mit einer Infizierten Person hatte. Mit einer höheren Wahrscheinlichkeit besteht eine Infektion mit einem bestimmten Virus/Bakterium.

## Begriff in der COVID-19-Pandemie in Deutschland
Eine Kontaktperson in der COVID-19-Pandemie in Deutschland bezeichnet eine Person, die meist nachweislich Kontakt mit einer COVID-19 infizierten hatte. Nachweisbar ist dies durch Kontaktverfolgung (Luca-App, Corona-Warn-App). Das Robert Koch-Institut empfiehlt freiwillig einen PCR-Test durchzuführen. Die Gesundheitsämter waren mit dieser Aufgabe oft überwältigt (Kapazitäten).

## Feststellung einer Kontaktperson (COVID-19)
In der COVID-19-Pandemie wurden zwei Methoden genutzt:

### Analoge Nachverfolgung
Als Analoge Methode werden verschiedene Formulare genutzt. Diese beinhalten eine Abfrage über Name, Wohnort und Uhrzeit des Besuches. Später werden diese Formulare gesammelt und im Infektionsfall an das Gesundheitsamt verschlüsselt übertragen. Kontaktiert werden die Betroffenen telefonisch oder postalisch.

### IT-Nachverfolgung
Die Corona-Warn-App wurde erstmals 2021 eingeführt. Die App sammelt anonym Daten über eine ständige Bluetooth Verbindung die nach anderen Geräten in der Nähe sucht. Die gesammelten Daten werden später analysiert und ausgewertet. Bei einem positiven Test  kann die getestete Person einen PIN eingeben. Dieser hat zur Folge, dass alle Personen die nach einem bestimmten System selektiert werden und via Push-Benachrichtigung informiert werden. Eine Meldung der persönlichen Daten erfolgt an das Gesundheitsamt erfolgt in keinem Fall.